# Челаковский, Франтишек Ладислав

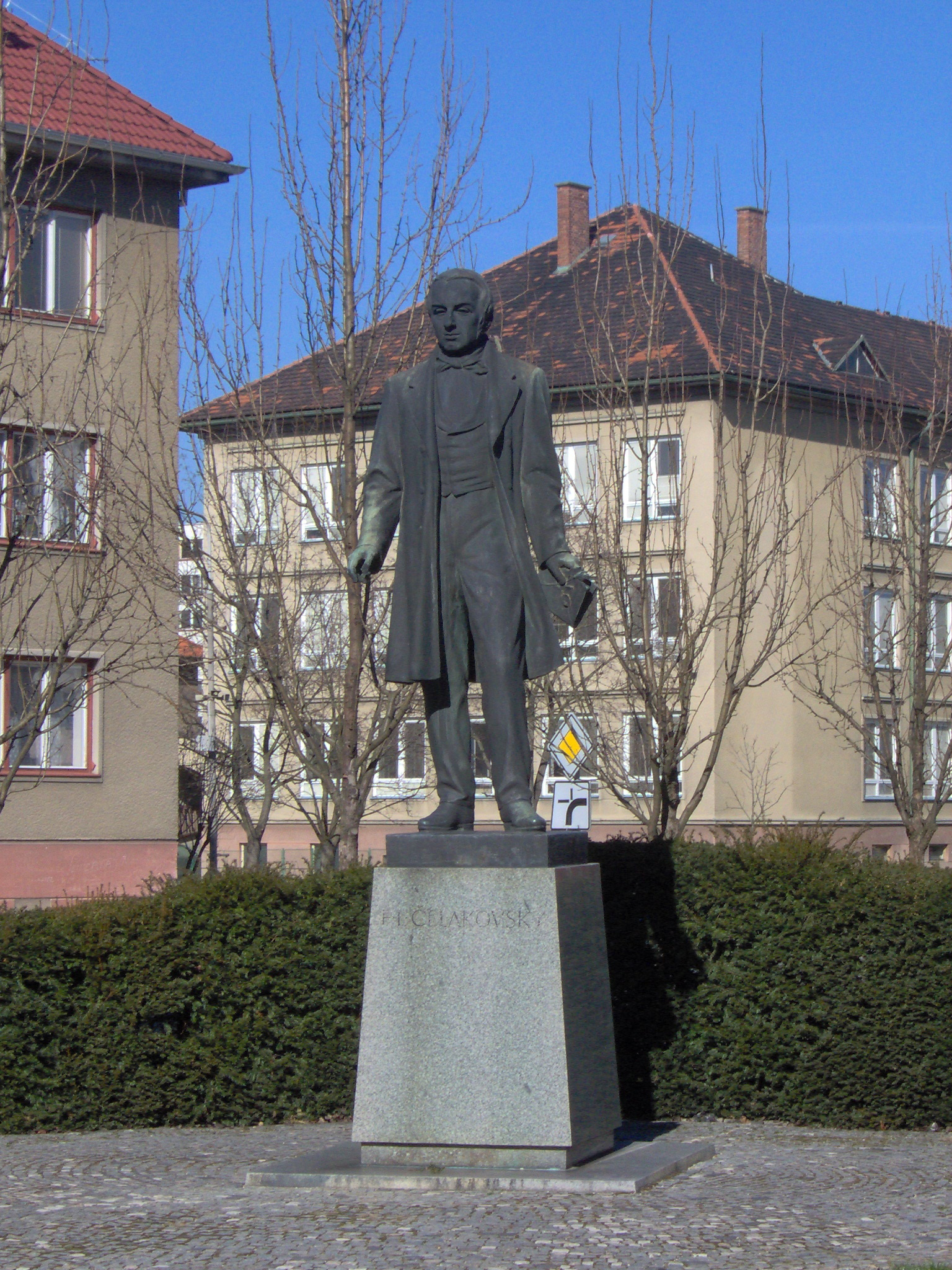
Памятник Ф. Челаковскому в Страконице

Франтишек Ладислав Челаковский (чеш. František Ladislav Čelakovský; 7 марта 1799[…], Страконице[…] — 5 августа 1852[…], Прага, Земли Чешской короны[…]) — чешский поэт, писатель, критик, переводчик, филолог, журналист, этнограф и деятель чешского национального возрождения, славист, педагог, вместе с Яном Колларом является одним из главных провозвестников идеи «славянской взаимности».

## Биография
Сын бедного плотника. Ещё со школьной скамьи полюбил поэзию. Несмотря на бедность, покупал книги, главным образом, немецкие, отказывая себе в самом необходимом. Обучался на философском факультете Пражского университета. Из-за тяжёлого материального положения, вынужден был оставить учёбу и стал преподавателем лицея в Ческе-Будеёвице. На уроках читал запрещённые в империи работы Яна Гуса, за что был уволен с работы. Продолжил преподавательскую деятельность в Линце и Праге.
Панславистские идеи свели его с товарищами поляками и словенцами в Линце, а затем — трудами Й. Добровского, Й. Юнгмана и В. Ганки. Плохо оплачиваемый в Чехии литературный и учёный труд заставили его не брезговать никакой работой. В течение многих лет он занимается корректурой, переводами правительственных актов и т. д.
В 1829 году Ф. Челаковский получил приглашение занять кафедру славянских наречий в Московском университете. Одновременно были приглашены в Россию Ганка и П. Шафарик.
Сперва, с удовольствием согласившись отправиться в Россию, Ф. Челаковский оттягивал свой отъезд, приняв предложение Ф. Палацкого стать домашним учителем детей у князя Кинского.
В 1833 стал редактором газеты «Пражские Новины». После того, как в газете появилась статья с критикой политики императора Николая I по отношению к полякам, участникам ноябрьского восстания 1830 г., русский посол в Вене обратил внимание австрийского правительства на выходку газеты. Ф. Челаковский лишился редакторства и места корректора университетских изданий.
С 1838 работал библиотекарем у князя Кинского.
В 1841 году он был приглашён прусским правительством читать лекции по славяноведению и стал профессором славянской литературы университета в Бреслау. Читал лекции там до 1849 года, когда его пригласили занять кафедру славянской литературы в Пражском университете.
Умер в 1852 году. Похоронен на Ольшанском кладбище в Праге.
Отец историка права Яромира и ботаника Ладислава Челаковских.

## Творчество
Начало поэтической деятельности Ф. Челаковский относится к 1822 г., когда вышел первый сборник оригинальных и переводных его стихотворений: «Smišenĕ baśnĕ». Плавный стих, серьёзное и глубокое содержание стихотворений сразу обратили на них внимание. Через год вышли его сатирические стихотворения, названный автором «бетаническими»; особенно остроумным считается его «Крконошская литература», в котором он осмеивает современных ему поэтов и прозаиков. В 1829 г. вышел талантливый сборник поэта: «Отголосок русских песен» («Ohlos pìsnì ruskych»). Это не был простой перевод русских народных песен; за исключением размеров простонародной русской лирики, изобразительных средств былевого эпоса и общего колорита народного творчества, написанные Ф. Челаковским песни могут быть названы оригинальными. Он удивлялся, что никто из его предшественников не обращался к богатому источнику славянской поэзии, и вместо этого вдохновлялись и подражали французским писателям. В обработке народных мотивов он видел один из способов сближения славянских народов. Успехи русских в войне с Турцией заставляли идеалиста-русофила с восторгом говорить о «новой славянской державе, образующейся на востоке», и думать, что «пламя Москвы озарило своим светом всю Россию, а вместе с тем и прочее славянство». «Подделка» его под народно-поэтический дух русских песен была удачна: многие опытные чешские критики верили, что Ч. только перевел простонародные песни, а друзья поэта радовались, что им одним известна «тайна хитреца Ладислава», который «закутался в соболью шубу и, странствуя по Чехии в виде русского певца, водит нас за нос на святую Русь» (письмо Камарита). «Отголоски» не утратили своей цены и в наше время. Критики указывали на то, что они относятся к простонародному творчеству так же, как песни и романсы Мерзлякова, Дельвига, Кольцова, Цыганова и Глинки к вдохновлявшим их русским песням. И. И. Срезневский советовал Ч. обработать таким же образом песни польские, лужицкие, краинские и сербские. Но Ч. остановился на чешских песнях, и в 1840 г. вышел сборник «Отголосок чешских песен» («Ohlas písnì českých»), уступающий по таланту предыдущему. По словам Ч., песни русские и песни чешские могут считаться двумя полюсами слав. народной поэзии: первые отличаются эпическим характером, чешские песни — лиризмом. Чтение русских песен подобно прогулке по дремучему лесу, среди высоких густых деревьев, разбросанных чудовищных скал, шумящих рек и озер; чтение песен чешских напоминает прогулку по широким полям и лугам, где глаз встречает только низенькие кусты и веселые рощицы, а до слуха доносится лишь журчание ручейка или звонкая песня жаворонка. В том же 1840 г. вышла «Столистная Роза» («Rǔże Stolistá»), где Ф. Челаковский является певцом любви и резонирующим философом по поводу любовных и патриотических тем. С этого времени имя поэта стало необыкновенно популярным. По сравнению с Колларом, более склонным к фантазии и славянизации классической мифологии, Ф. Челаковский является поэтом реальным и строго национальным, что объясняется его занятиями фольклором.

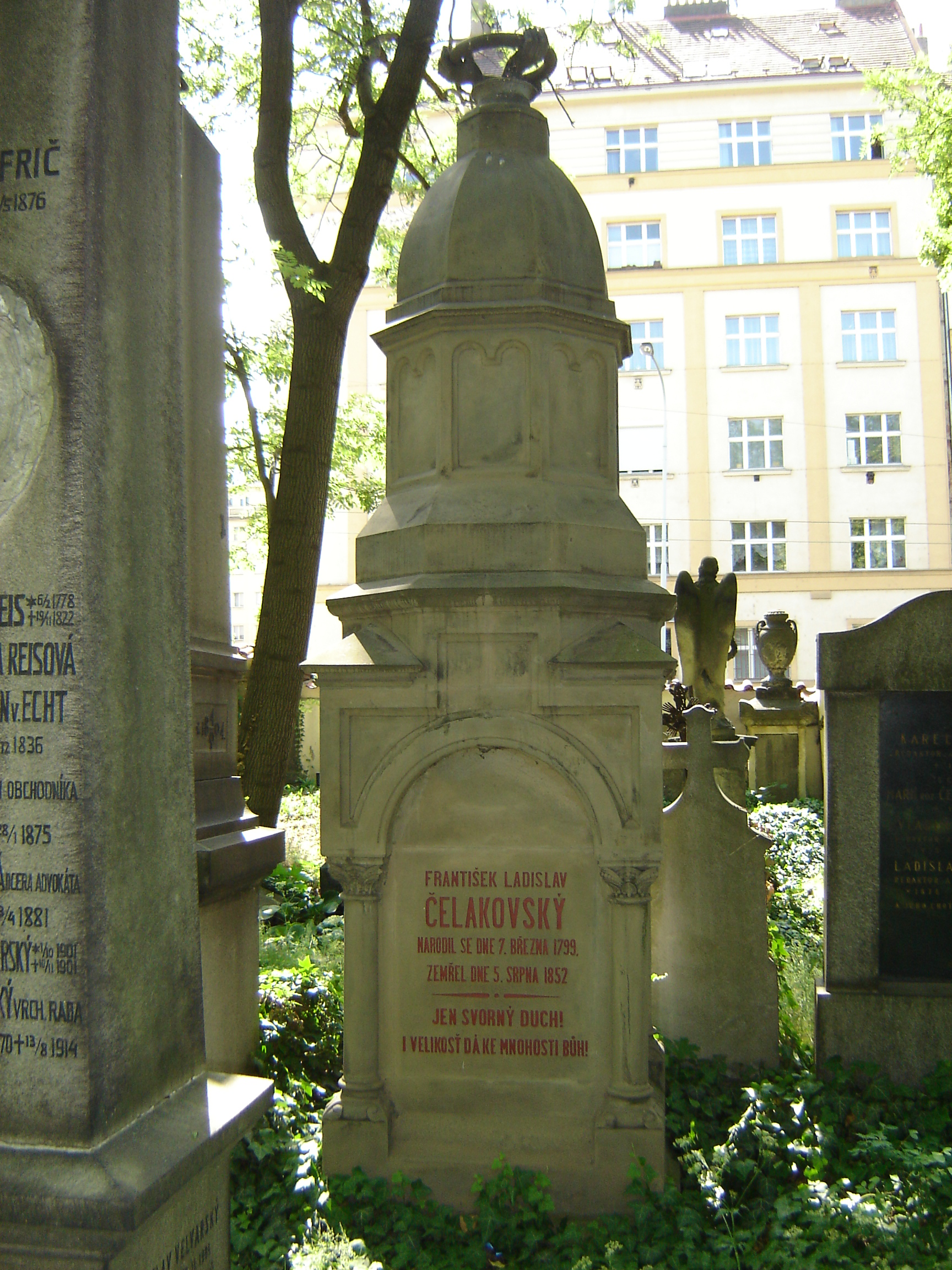
Памятник на могиле Ф. Челаковского на Ольшанском кладбище

Как филолог, Ф. Челаковский известен по нескольким трудам, утратившим в настоящее время почти всякое научное значение. Один русский славист заметил, что «природа создала Ф. Челаковского поэтом, а судьба сделала филологом».
В 1823 г. Ф. Челаковский работал над составлением общего корневого словаря всех славянских наречий; в 1827 г. он прислал Шишкову словарь полабских славян, обработанный на русском языке, за что его обвиняли чешские учёные. «Чтения о началах славянской образованности и литературы» (до 1100 г.), составлены Ф. Челаковским из лекций, прочитанных в Бреслау и Праге («Novočeské Bibhoteka», 77 и «Sebrané Listy»).
Как этнограф, известен своими собраниями народных песен — «Slovanské narodni pisnĕ» (I—III, 1822 — 27; чешские, моравские, велико- и малорусские, сербские, лужицкие, отрывки из свадебного ритуала у славян и загадки) — и изданным в 1852 г. сборником всеславянских пословиц, названным им «Мудрословие славянских народов в пословицах». Большая часть песен переведена им довольно близко к подлинникам, но некоторые напоминают «Отголоски».
Немалую услугу Ф. Челаковский оказал и как переводчик русских и западноевропейских поэтов.
Как политик и журналист, выступал горячим поборником идеи славянской взаимности и до 1835 г. взоры его всегда были обращены к России. Русские симпатии Ф. Челаковского начинаются очень рано. Ещё живя в Линце, он читал русские книги, а в 1828 г. писал одному из своих друзей о намерении переселиться в Россию, что он боится умереть в Австрии, среда врагов своего народа. О России он отзывался с поэтическим пафосом: «Там только сияет моя звезда, ибо ничего нет для меня дороже свободы. Лучше там вести жалкую жизнь, нежели здесь продать себя». На культурное сближение славян с Россией он возлагал большие надежды и в издании «Славянских народных песен» (1822—1827) применял чешскую азбуку к русским текстам. Такие же взгляды он высказывал в статье о «Краинской литературе» («Casopis C. Musea», 32), и только позднее, во «Всеславянской хрестоматии» 1852 г., признавал неудобство славянской азбуки. В частных письмах на чешском языке он охотно применял кириллические буквы вместо латинских и постоянно пропагандировал изучение чехами русской истории, литературы и языка. После 1835 г. идеализация России у Ф. Челаковского исчезает.

## Поэзия
- Smíšené básně (Сборник стихов)
- Dennice (альманах)
- Růže stolistá (Сборник стихов)
- Spisův básnických knihy šestery(Сборник стихов)
- Ohlas písní ruských (стихи на основе русских былин)
- Ohlas písní českých (стихи на основе чешских фрашек)

## Прозаические и научные публикации
- Mudrosloví národa slovanského v příslovích (сборник славянских пословиц и поговорок)
- Slovník polabský (этимологический словарь полабских славян)
- Čtení o srovnávací mluvnici jazyků slovanských
- Čtení o počátcích dějin vzdělanosti národů slovanských и др.